# Protium decandrum
Espèce
Synonymes
Selon Tropicos (26 août 2024)
- Amyris decandra (Aubl.) Willd.
- Amyris enneandra (Aubl.) Willd.
- Bursera decandra Baill.
- Icica decandra Aubl. - Basionyme
- Icica enneandra Aubl.
- Protium medianum J.F. Macbr.
- Protium orinocense Rusby
- Protium schomburgkianum Engl.
- Tingulonga enneandra (Aubl.) Kuntze

Selon GBIF (26 août 2024)
- Amyris decandra (Aubl.) Willd.
- Amyris enneandra (Aubl.) Willd.
- Bursera decandra (Aubl.) Baill.
- Elaphrium decandrum (Aubl.) Spreng.
- Elaphrium decandrum (Aubl.) Spreng. ex D.Dietr., 1840
- Elaphrium enneandrum Spreng.
- Elaphrium enneandrum Spreng. ex D.Dietr.
- Elemifera decandra (Aubl.) Kuntze
- Icica decandra Aubl. - Basionyme
- Icica enneandra Aubl.
- Icica pentandra Aubl.
- Icica schomburgkii Klotzsch
- Protium decandrum var. breviacuminatum Swart
- Protium medianum J.F.Macbr.
- Protium orinocense Rusby
- Protium schomburgkianum Engl.
- Tingulonga enneandra (Aubl.) Kuntze

Protium decandrum est une espèce d'arbres de la famille des Burseraceae.
Il est connu en Guyane sous les noms de Bois encens, Kurokai (Arawak), Gran-moni (Paramaca) et au Venezuela comme Azucarillo, Azucarito, Azucarito amarillo, Caraño blanco, Chipayek (Arekuna).

## Description
Protium decandrum est un arbre atteignant (3-)12-30 m.
Les feuilles sont 1- ou 2-jugées.
L'inflorescence est un panicule axillaire, faiblement ramifiée, long de 5-10 cm, pseudoterminale long de 10-15 cm.
Les pédicelles sont longs de 0,1-0,2 cm.
Les fleurs sont 5-mères.
Le calice est cupuliforme
Le fruit est une drupe ovoïde, mesurant 2 × 1,6 cm, verte, avec un stipe long de 0,3 cm, un apex apiculé, et contenant 1 pyrène anguleux,.

En 1952, Lemée en propose la description suivante de Protium decandrum :

« P. decandrum March. (Icica d. Aubl., I. enneandra Aubl.). Arbre à jeunes rameaux glabres cinérascents ou ferrugineux ; feuilles à pétiole de 0,02-0,05, 1-2 paires de folioles de 0,08-0,15 sur 35-55 mm., à pétiolule de 5-12 mm., oblongues ou elliptiques à acumen obtus, en coin à la base, subcoriaces lisses, 10-16 paires de nervures secondaires ; panicules lâches axillaires ou terminales, en général plus de 2 fois aussi longues que les pétioles, bractées et bractéoles poilues-ferrugineuaes ; Heurs 5-mères blanchâtres ou verdâtres, calice glabre, ovaire assez poilu, globuleux-conique dans les fleurs femelles, à 5 loges, style court ; fruit ? - Acarouany. »

— Albert Lemée, 19523.

## Répartition
Protium decandrum est présent du Venezuela au Brésil amazonien, en passant par le Guyana, la Guyane, et le Pérou.

## Écologie
Cet arbre assez commun pousse dans les forêts tropicales des Guyanes, et au Venezuela dans les forêts sempervirentes de plaine à montagnardes inférieures, à 0-400 m d'altitude.
Son huile essentielle a été analysée.
La structure de ses populations a été étudiée.

## Protologue

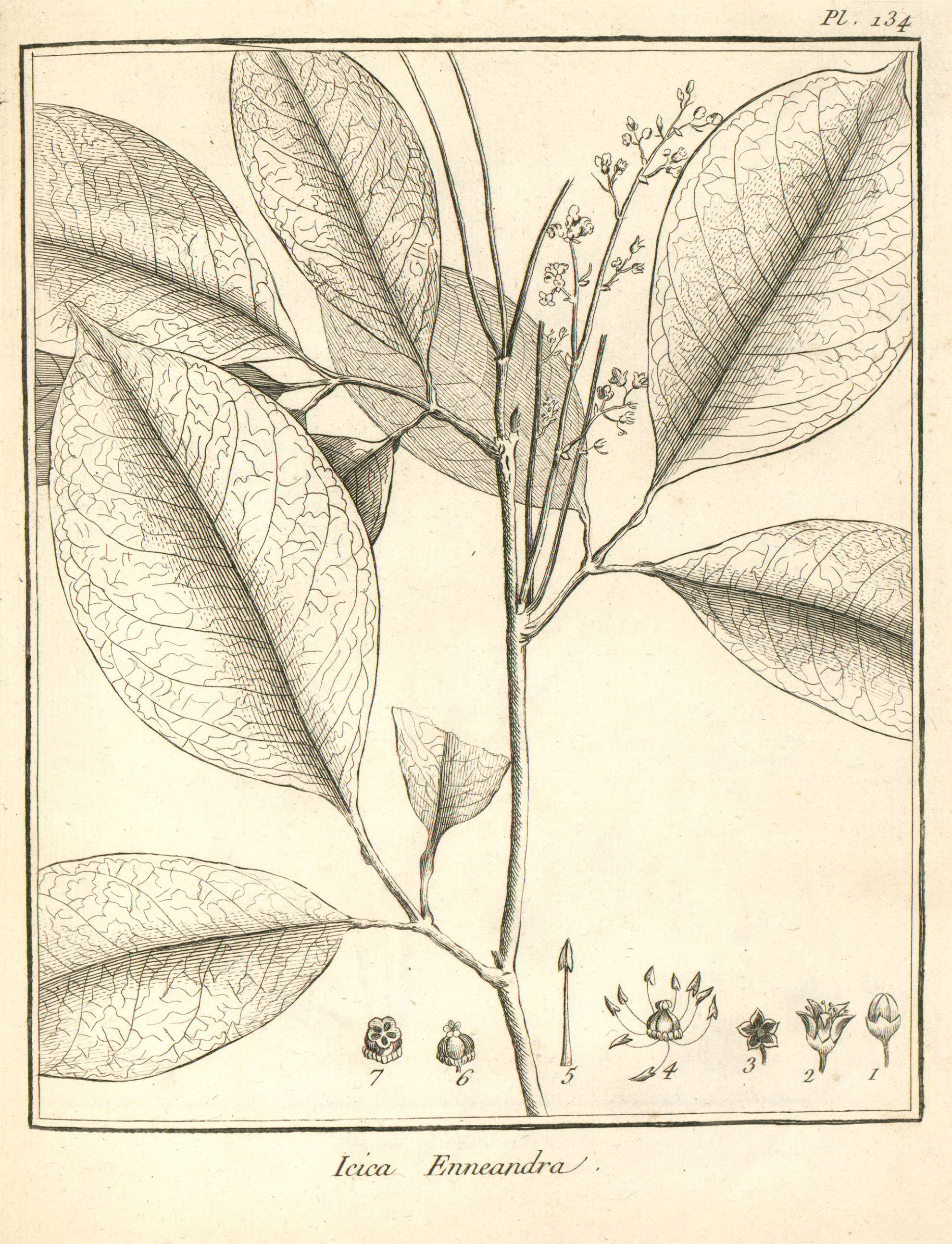
Icica eneandra, synonyme de Protium decandrum par Aublet (1775) Explication de la Planche cent trente-quatrième. - 1. Bouton de fleur. - 2. Fleur épanouie. - 3. Calice. - 4. Diſque. Étamine. Ovaire. Stigmate. - 5. Étamine. - 6. Diſque. Ovaire. Stigmate. - 7. Diſque. Ovaire coupe en travers.

En 1775, le botaniste Aublet a décrit Protium decandrum sous les noms de Icica eneandra et Icica decandra, et en a proposé les protologues suivants : 

« 5. ICICA (enneandra) foliis ternatis. {Tabula 134.)
Arbor trunco triginta-pedali, ad ſummitatem ramoſo ; ramis erectis & declinatis, undiquè ſparſis. Folia alterna, impari-pinnata, Foliolis ternatis, quandoquè quinis, glabris, utrinquè coſtæ adnexis, oppoſitis, ovatis, acutis, glabris, rigidis, integerrimis, petiolatis. Flores paniculati, axillares, aut terminales. Calix : perianthium quinque aut ſex-dentatum. Corolla: petala quinque aut ſex, alba. Stamina: filamenta novem. Piſtillum : germen ſubrotundum, ſulcatum. Stylus breviſſimus. Stigma obtuſum, planum, concavum, quinqueſulcatum. Pericarpium : capſula coriacea, flaveſcens, tri, quadri aut quinque-valvis. Semina : oſſicula quinque, pulpa rubra obvoluta.
E cortice pariter ſtillat ſuccus reſinoſus, aromaticus.
Florebat fructumque ferebat Octobri.
Habitat in ſylvis Guianæ quadraginta milliaribus a maris littore.
Nomem Caribæum AROUAOU. 

L’ICIQUIER à trois feuilles. (PLANCHE 134.)
Cet arbre diffère du précédent [Protium aracouchini], par ſes feuilles compoſées de trois folioles, & rarement de cinq ; elles ſont plus larges, plus épaiſſes, & moins allongées ; par ſes fleurs dont le calice eſt à cinq & ſix dentelures ; par ſa corolle à cinq ou ſix pétales ; par ſes étamines qui ſont au nombre de neuf : voilà les ſeules différences que j'aie obſervées. Il a le même port. Il eſt nommé AROUAOU par les Galibis. 
J'ai trouvé pluſieurs de ces arbres dans les grandes forêts qui ſont entre la crique des Galibis & la rivière de Sinémari, à quarante lieues du bord de la mer, & ils étoient fort éloignés du lieu ou croiſſent les précédents. »

— Fusée-Aublet, 1775.

« 6. ICICA (decandra) foliis pinnato-quinatis. (Tabula 135.)
Arbor trunco quadraginta aut quinquaginta-pedali, ad ſummitatem ramoſo ; RAMIS erectis & declinatis, undique ſparſis; ramulis folioſis & floriferis. Folia alterna, impari-pinnata ; foliolis oppoſitis duobus utrinque adnexis, ovatis, acuminatis, glabris, rigidis, integerrimis, petiolatis. FLORES paniculati, axillares & terminales. Calix: perianthium quinquedentatum. Corolla: petala quinque, viridi–albicantia. Stamina: filamenta decem. Piſtillum; germen ſubrotundum. Stylus breviſſimus. Stigma capitatum, planum, concavum, quinqueſulcatum. Pericarpium: capſula ſubovata, acuta, ſubviridis, quinquevalvis. Semina : oſſicula quinque, pulpa rubra obvoluta, quandoque duo aut tria abortiuntur.
E cortice ſtiliat ſuccus pariter reſinoſus, flaveſcens.
Variis anni temporibus floret & nudum fert.
Habitat in ſylvis Guianæ, & ad littora maris.
Nomem Caribæum CHIPA.

L'ICIQUIER Chipa. (PLANCHE 135.)
Le tronc de cet arbre s'élève à quarante ou ſoixante pieds, ſur deux ou trois pieds de diamètre. Son écorce eſt rouſſâtre, ridée, gerſée. Son bois eſt blanchâtre, peu compacte. Il pouſſe à ſon ſommet pluſieurs branches rameuſes, qui ſe répandent de tous côtes ; les rameaux ſont garnis de feuilles alternes, à deux rangs de folioles, terminées par une impaire. Ces folioles ſont liſſes, fermés, verdâtres, entières, ovales, terminées par une pointe mouſſe ; les plus grandes ont cinq pouces de longueur, ſur deux de largeur ; elles ſont portées ſur une côte ligneuſe, noueuſe, longue d'environ trois pouces ; les folioles ſont oppoſées : leur pédicule eſt gros & charnu à ſes deux extrémités ; il eſt convexe en deſſous, & creuſé en gouttiere en deſſus. De l'aiſſelle des feuilles & de l'extrémité des rameaux naiſſent de longues panicules de fleurs dont les grandes branches ſe ſubdiviſent en d'autres plus petites, chargées de petites fleurs dont le pédoncule eſt très court. 
Leur calice eſt d'une ſeule pièce, à cinq petites dentelures aiguës. 
La corolle eſt à cinq pétales blanchâtres, longs, étroits, courbes à leur extrémité ſupérieure qui eſt pointue ; ils ſont attachés par un onglet large au fond du calice entre ſes diviſions. 
Les étamines ſont au nombre de dix, rangées au deſſous d'un petit diſque ſtrié qui ſupporte l'ovaire ; leurs filets ſont courts, leurs anthères longues, verdâtres, à deux bourſes, qui s'ouvrent en deux valves. Le piſtil eſt un ovaire arrondi, couronne d'un stigmate à cinq petits rayons. 
L'ovaire devient une capsule groſſe comme une ceriſe, ovale ; pointue, verte en dehors, rouge en dedans, qui dans ſa parfaite maturité ſe partage en cinq quartiers, dans chacun deſquels eſt renfermé un noyau anguleux, convexe intérieurement, & enveloppe d'une pulpe couleur de roſe, d'un goût agréable : quelquefois les noyaux avortent dans un, deux ou trois de ces quartiers. Ce noyau contient une amande à deux cotylédons ; lorſqu'on coupe cet ovaire avant ſa maturité, on y trouve cinq loges. L'on a groſſi toutes les parties de la fructification. 
L'écorce de cet arbre bleutée ou entamée, rend un ſuc réſineux, balſamique, blanchâtre, liquide, d'une odeur qui approche beaucoup de celle du citron ; ce ſuc en deſſéchant devient une réſine jaune, tranſparente, qu'on trouvé par morceaux plus ou moins gros ſur l'écorce, ou au bas du tronc. Cette réſine eſt apportée par les Galibis à Caïenne, ou on l'emploie dans les égliſes au défaut d'encens. 
J'ai trouvé cet arbre dans les grandes forêts de la Guiane, qui ſont ſituées à cinquante lieues des bords de la mer, & qui s'étendent de la crique des Galibis à la rivière de Sinémari. Je l'ai auſſi obſervé dans les forêts d'Orapu & d'Aroura, enfin près du rivage de la mer -, mais dans cet endroit il étoit beaucoup moins élevé. Il eſt preſque dans tous les mois de l'année ou en fleur, ou en fruit. 
Il eſt nommé CHIPA par les Galibis. »

— Fusée-Aublet, 1775.